# Marussia MR02
El Marussia MR02 fue un monoplaza de Fórmula 1 diseñado por Pat Symonds para el equipo Marussia para la temporada 2013. Es pilotado por Jules Bianchi y Max Chilton.

## Presentación
El monoplaza fue presentado el 5 de febrero en el Circuito de Jerez, 45 minutos antes del primer día de los test de pretemporada.

## Resultados
(Clave) (negrita indica pole position) (cursiva indica vuelta rápida)
| Año  | Motor                  | Neu. | N.º | Pilotos       | 1   | 2   | 3   | 4   | 5   | 6   | 7   | 8   | 9   | 10  | 11  | 12  | 13  | 14  | 15  | 16  | 17  | 18  | 19  | Puntos | Pos. |
| ---- | ---------------------- | ---- | --- | ------------- | --- | --- | --- | --- | --- | --- | --- | --- | --- | --- | --- | --- | --- | --- | --- | --- | --- | --- | --- | ------ | ---- |
| 2013 | Cosworth CA2013 2.4 V8 | P    |     |               | AUS | MYS | CHN | BHR | ESP | MON | CAN | GBR | GER | HUN | BEL | ITA | SIN | RCO | JPN | IND | ABU | USA | BRA | 0      | 10º  |
| 2013 | Cosworth CA2013 2.4 V8 | P    | 22  | Jules Bianchi | 15  | 13  | 15  | 19  | 18  | Ret | 17  | 16  | Ret | 16  | 18  | 19  | 18  | 16  | Ret | 18  | 20  | 18  | 17  | 0      | 10º  |
| 2013 | Cosworth CA2013 2.4 V8 | P    | 23  | Max Chilton   | 17  | 16  | 17  | 20  | 19  | 14  | 19  | 17  | 19  | 17  | 19  | 20  | 17  | 17  | 19  | 17  | 21  | 21  | 19  | 0      | 10º  |